# Усинский район (Пермская область)
Усинский район — упразднённая административно-территориальная единица в составе Уральской, Свердловской и Пермской областей, существовавшая в 1924—1932 и 1935—1959 годах. Центр — село Большая Уса. По данным переписи 1939 года в районе проживало 23 163 человека, (из них 80,5 % русские, 15,9 % — чуваши, 1,1 % — башкиры).
Большеусинский район был образован в 1924 году в составе Сарапульского округа Уральской области РСФСР. 1 апреля 1925 года район был переименован в Усинский район.
23 июля 1930 года в связи с ликвидацией округов Усинский район перешёл в прямое подчинение Уральской области. 1 января 1932 года Усинский район был упразднён.
18 января 1935 года Усинский район был восстановлен в составе Свердловской области. 3 октября 1938 года район был передан в новую Пермскую область.
По состоянию на 1945 года район делился на 16 сельсоветов: Аптугайский, Бардабашский, Больше-Кустовский, Больше-Усинский, Дойнинский, Дубовинский, Иргишинский, Каменноключевский, Куштомаковский, Малоусинский, Нижнебардинский, Ошьянский, Пантелеевский, Семеновский, Тымбайский и Уродинский.
4 ноября 1959 года Усинский район был упразднён, а его территория распределена между Еловским и Куединским районами.